# 大衝鋒
《大衝鋒》是一款由Pearl Digital Entertainment開發，迅雷獨家代理營運的第一人稱射擊遊戲。他們在大衝鋒官網自稱是集合了盜墓者羅拉系列的製作者特洛伊·霍頓、藝電、育碧軟件、索尼 、暴雪娛樂等的遊戲公司製作此遊戲。

## 遊戲內容

### 簡介
21世紀，世界陷入危機，有一羣志同道合的人去保護地球，名為「衝鋒隊」。但不幸地，這隊伍分裂了兩隊，就是紅和藍這兩大陣營。

### 玩法
玩家要在進入遊戲房間後，選好紅隊或藍隊，因為遊戲開始後無法重選隊伍。每種職業也有各自的優點和缺點，玩家要根據優缺點來用不同的技巧來玩。玩家可以完成一些特定任務來獲得成就，獲得成就後會有獎勵。

### 遊戲模式
- 團隊競技模式
- 佔點模式
- 殲滅模式
- 推車模式
- 刀戰模式
- BOSS戰模式
- 生化感染模式

### 職業

#### 進攻型職業
- 火箭兵
- 突擊手
- 火焰兵[1]

#### 防守型職業
- 重機槍手
- 工程兵[2]

#### 支援型職業
- 狙擊手
- 醫療兵

## 抄襲
有網民發現這款遊戲與絕地要塞2、絕對武力、戰地風雲等遊戲的武器，建築風格和角色都有極多相似的地方。消息一出來，即時引起許多絕對武力、絕地要塞2等玩家對大衝鋒的謾罵和討論。而在百度貼吧裏，有支持和反對大衝鋒的人對罵。還有網友製作了一個比較大衝鋒和絕地要塞2的視頻，比較兩款遊戲的相同之處。

## 外部連結
- （简体中文）官方网站
- （简体中文）大衝鋒吧的貼吧首頁